# Kenneth Appel
Kenneth Appel (Nueva York, 8 de octubre de 1932 - Dover, 19 de abril de 2013) fue un matemático que, en 1974 resolvió, junto a su colega Wolfgang Haken, uno de los más famosos problemas en matemática: el teorema de los cuatro colores.
Ellos demostraron que cualquier mapa de dos dimensiones, con ciertas limitaciones, puede ser llenado con cuatro colores adyacentes sin ningún tipo de "países" que comparten el mismo color.

## Algunas publicaciones
- Every planar map is four colorable. Part I. Discharging. Illinois Journal of Mathematics 21, 1977

- Every planar map is four colorable, Bulletin AMS 82, 1976: 711

- Every Planar Map is Four Colorable, Contemporary Mathematics 98, American Mathematical Society, 1989

- The Solution of the Four-Color-Map Problem, Scientific American 237 ( 4): 108-121 (1977)